# Lamjaara
Lamjaara  (in arabo لمجاعرة‎?) è un centro abitato e comune rurale del Marocco situato nella provincia di Ouezzane, regione di Tangeri-Tetouan-Al Hoceima. Conta una popolazione di 18 820 abitanti (censimento 2014).